# Мечеть Таза мехелле
Мечеть Таза мехелле (азерб. Təzə məhəllə məscidi) — мечеть XIX века в имении Мехмандаровых, в квартале (мехелле) Таза мехелле города Шуша.
Распоряжением Кабинета министров Азербайджанской Республики от 2 августа 2001 года имение Мехмандаровых взято под охрану государства как архитектурный памятник истории и культуры национального значения (инв № 347).

## Описание

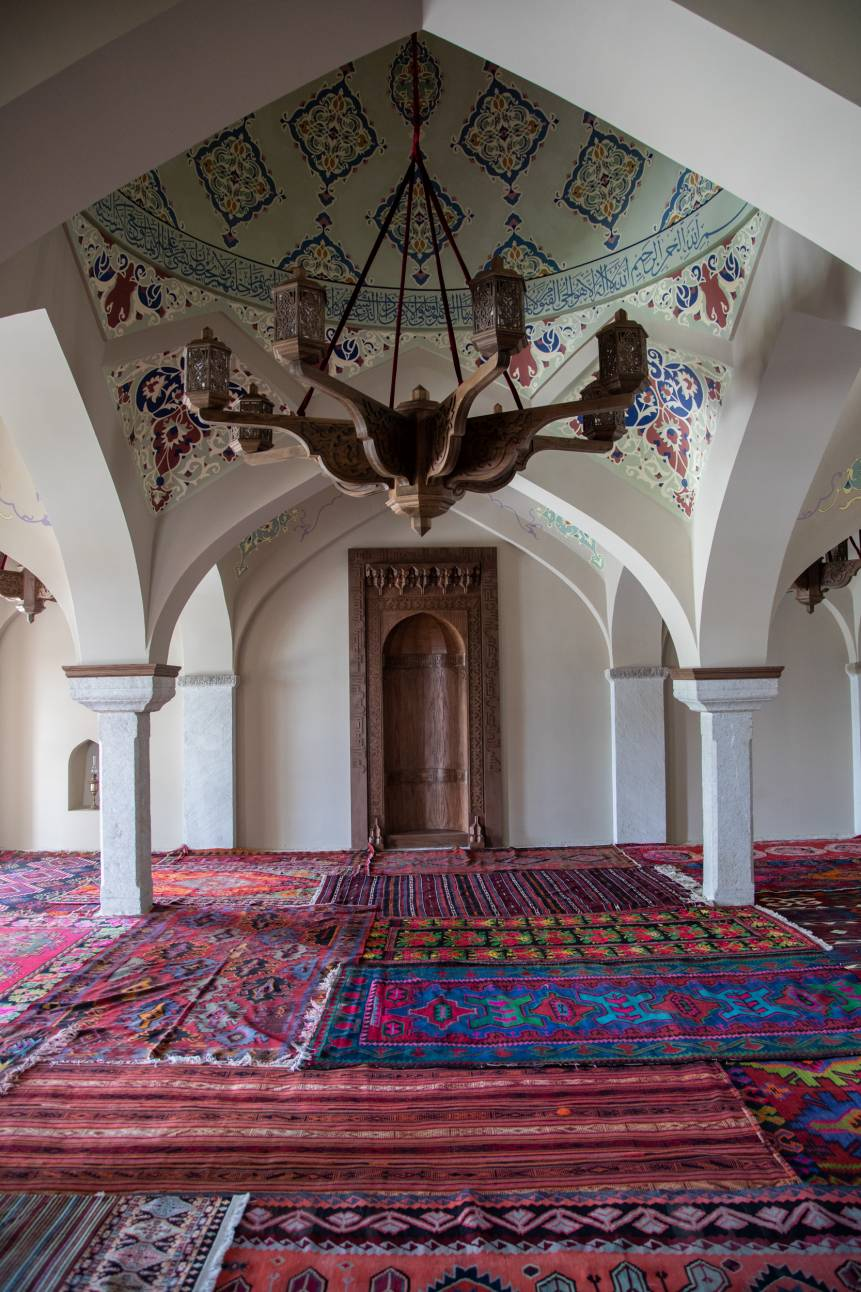
Интерьер мечети после реставрационных работ 2023 г.

Мечеть имеет трехарочный каменный эйван, центральный пролёт которого имеет стрельчатую форму, а два боковых — полуциркульную.
Мечеть Таза мехелле была одной из 17 мечетей, которые действовали в городе Шуша. Мечеть входила в состав верхних мехеллей города Шуша.
По архитектурно-конструктивному решению внутреннего пространства, мечеть относится к типу шушинских квартальных мечетей с трёхнефным членением молитвенного зала с использованием сводов и стрельчатых арок, которые опираются на восьмигранные колонны.